# 후카이 유키
후카이 유키(일본어: 深井 祐希, 1996년 9월 6일~)는 일본의 축구 선수이다.

## 구단 경력
그는 2019년 J3리그의 아술 클라로 누마즈에 입단했다. 2021년까지 17경기에 출전하여, 1득점을 넣었다. 2022년 일본 풋볼 리그의 고치 유나이티드 SC로 이적했다.